# Савицький Роман Іванович
Рома́н Сави́цький (11 березня 1907, Сокаль, нині Львівська область — 12 січня 1960, Філадельфія, США) — український піаніст, педагог і музичний критик, засновник українського музичного інституту в Америці. Чоловік письменниці Іванни Савицької, батько Савицького Романа Романовича (музикознавець, бібліограф).

## Життєпис
Народився у місті Сокалі (Галичина, тепер Львівська область). Закінчив Музичний інститут імені Миколи Лисенка у Львові (клас Василя Барвінського) та «Школу майстрів» (аспірантуру) при  Празькій консерваторії в класі Вілема Курца (1932). Концертував у Галичині, Києві, Дніпрі, Німеччині, США. Виступав на радіо. Співпрацював з колективом «Боян Дрогобицький». Викладав фортепіано в Музичному інституті імені М.Лисенка у Львові та в його стрийській і самбірській філіях.
Доцент Львівської консерваторії і декан фортепіанного факультету (1939—1941). Музичний редактор Львівського радіо (1941—1944). Систематично публікував музично-критичні замітки у львівській пресі 1930-х рр. Був секретарем Союзу українських професійних музик (СУПроМ) у Львові.
Після Другої світової війни виїхав зі Львова, а від 1949 р. мешкав у США. 
Засновник і директор музичної школи в Берхтесґадені (Німеччина, 1946—1949) та Українського музичного інституту в Америці (1952—1959).

## Творча спадщина
Фортепіанні обробки народних мелодій для молоді, статті, рецензії, праця «Основні засади фортепіанної педагогіки». 
Савицький-піаніст мав у концертному репертуарі видатні твори фортепіанної класики, але найбільше відзначився як пропагандист української музики. Багато грав композиції М.Лисенка, Н.Нижанківського, М.Колесси, З.Лиська, Б.Кудрика, Л.Ревуцького та В.Косенка. Найбільше любив музику В.Барвінського і 1938 року виконав вперше монографічну програму з його творів. Савицький також був першим виконавцем фортепіанного концерта Василя Барвінського - заграв його у березні 1939 в концертній залі «Атлантик» (тепер — Національний академічний український драматичний театр імені Марії Заньковецької) на Шевченківському вечорі з нагоди 125-ї річниці народження поета, диригував Микола Колесса.
Звукозаписи гри Р.Савицького видані компакт-диском: Роман Савицький. Архівні записи. — Львів, 2010.
Роман Савицький мав багатьох учнів у Львові, в Берхтесгадені та в США. Серед кращих учнів Р.Савицького — Олег Криштальський, Вірко Балей, Юрій Олійник, Юліана Осінчук. Криштальський характеризував свого вчителя як «піаніста-віртуоза чистої, ясної, манери гри. Він грав концертно, менше в його грі було ліричності».
Іменем Романа Савицького названа Школа мистецтв у місті Трускавці Львівської області. На базі цієї школи від 2001 року проводиться Фестиваль юних піаністів імені Романа Савицького.